# Diplomazia bizantina

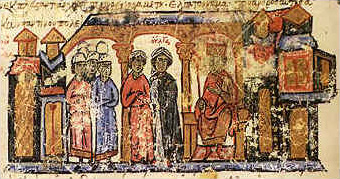
Olga, reggente della Rus' di Kiev, con la sua scorta a Costantinopoli (Scilitze di Madrid, Biblioteca Nacional de España, Madrid)

La diplomazia bizantina è l'insieme dei principi, metodi, meccanismi, ideali e tecniche che l'Impero bizantino ha adottato ed usato per negoziare con le altre nazioni e perseguire i propri obiettivi di politica estera.
Dimitri Obolensky afferma che la sopravvivenza della civiltà in Europa orientale è dovuta all'abilità ed intraprendenza della diplomazia bizantina, che resta uno dei contributi più durevoli di Bisanzio alla storia d'Europa e del Medio Oriente.

## Obiettivi e risultati
Dopo la caduta di Roma, l'obiettivo primario dell'impero bizantino fu quello di mantenere un sistema di relazioni con il suo eterogeneo vicinato, che includeva i Germani, i Proto-bulgari, gli Slavi, gli Armeni, gli Unni, gli Avari, i Franchi, i Longobardi e gli Arabi, ciò concretizzò e preservò la sua condizione di impero. 
Tutti questi vicini mancavano di una fondamentale risorsa che Bisanzio aveva ricevuto da Roma, vale a dire una struttura legale formalizzata. 
Quando essi iniziarono a forgiare delle formali istituzioni politiche, si trovarono a dipendere dall'impero.
Mentre gli scrittori classici tendono a fare una netta distinzione tra pace e guerra, per i Bizantini la diplomazia fu una differente forma di guerra. 
Anticipando Niccolò Machiavelli e Carl von Clausewitz, lo storico bizantino Giovanni Cinnamo scrisse, "Dal momento che molti e vari possono essere i modi per arrivare ad un fine, la vittoria, quale di essi viene usato per raggiungerla è una cosa di nessuna importanza."
 
Con un esercito regolare di 120.000-140.000 uomini dopo le sconfitte del VII secolo, la sicurezza dell'impero dipese dall'attivismo della diplomazia.
Lo "Skrinion Barbaron" di Bisanzio fu la prima agenzia di intelligence estera, che raccoglieva informazioni sul conto dei rivali dell'impero da ogni immaginabile fonte.

## Principi e metodi
La diplomazia bizantina trascinò i popoli vicini in una rete di relazioni internazionali, che l'impero stesso controllava.
Questo processo era incentrato sulla creazione di trattati. 
Lo storico bizantino Evangelos Chrysos postula un processo in tre fasi:
- il nuovo sovrano viene accolto nella famiglia dei re;
- assimilazione della cultura e dei valori bizantini;
- formalizzazione della seconda fase del processo attraverso delle leggi.[6]

Allo scopo di guidare questo processo, i Bizantini adottarono un certo numero di pratiche, per la maggior parte aventi natura diplomatica. 
Per esempio, ambasciate a Costantinopoli restavano spesso in attività per anni.
Normalmente veniva chiesto ad un membro della casa reale di rimanere a Costantinopoli, non solo come potenziale ostaggio, ma anche come un'utile pedina in caso di cambiamenti delle condizioni politiche del suo luogo di provenienza.

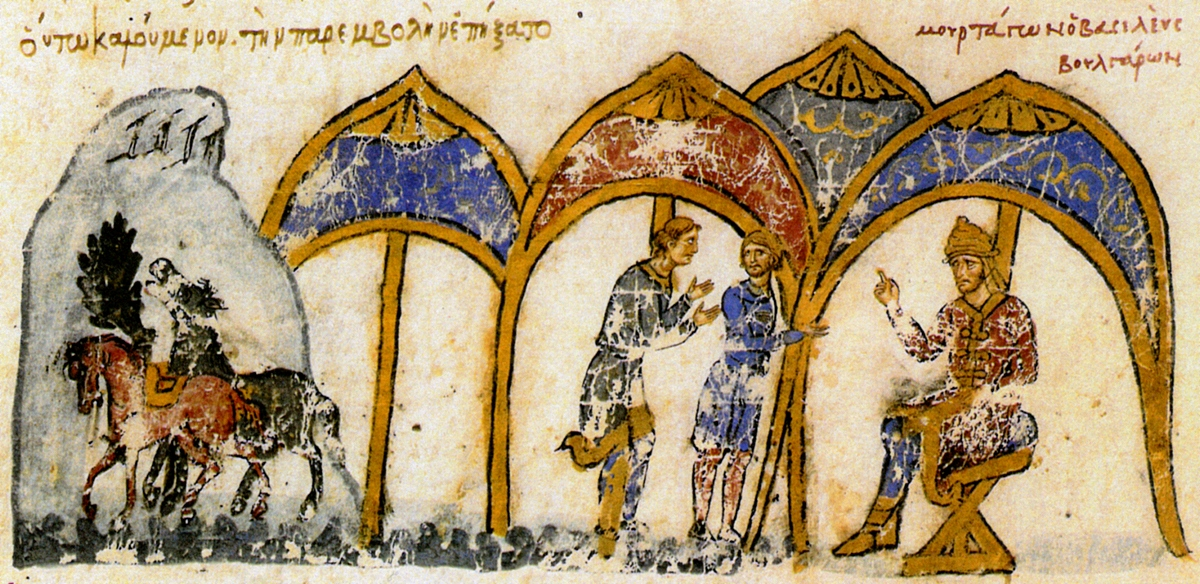
Omurtag, sovrano di Bulgaria, invia una delegazione all'Imperatore bizantino Michele II. (Madrid Skylitzes, Biblioteca Nacional de España, Madrid).

Un'altra pratica fondamentale era quella di stupire ed intimidire gli ospiti per mezzo di sontuose ostentazioni. 
Le ricchezze di Costantinopoli venivano utilizzate, per perseguire gli obiettivi diplomatici dello stato, come mezzo di propaganda e per impressionare gli stranieri. 
Quando Liutprando da Cremona fu inviato come ambasciatore alla capitale bizantina, egli fu sopraffatto dallo splendore della residenza imperiale, dai cibi lussuosi e dagli spettacoli acrobatici. 
Una grande cura veniva posta allo scopo di stimolare tutti i sensi al più alto livello possibile: luci brillanti, suoni terrificanti, cibi saporiti; persino una scenografia per la diplomazia, consistente in barbari, in piedi attorno al trono, vestiti con i loro costumi tradizionali.
Non deve sorprendere il fatto che Bisanzio, nei suoi rapporti con i barbari, preferiva generalmente la diplomazia alla guerra: poiché i Romani d'oriente, di fronte alla sempre presente necessità di combattere su due fronti — in oriente contro Persiani, Arabi e Turchi, a nord contro gli Slavi ed i nomadi della steppa —  sapevano per esperienza diretta quanto è costosa la guerra in termini di denaro e uomini.
I Bizantini avevano sviluppano una grande abilità nell'usare la diplomazia come un'arma per la guerra.
Se una minaccia proveniva dai Proto-bulgari, si potevano sovvenzionare i Russi. 
Una minaccia Russa poteva essere contrastata per mezzo di finanziamenti ai Peceneghi. 
Se i Peceneghi causavano problemi, Cumani o Oghuz potevano essere contattati. 
C'era sempre qualcuno alle spalle del nemico in posizione tale da apprezzare la munificenza dell'imperatore.
Un altro principio innovativo della diplomazia bizantina fu l'efficace interferenza negli affari interni delle altre nazioni. 
Nel 1282, Michele VIII  sponsorizzò la rivolta dei Vespri siciliani contro Carlo d'Angiò in Sicilia. 
L'Imperatore Eraclio una volta intercettò un messaggio del suo rivale Persiano, Cosroe II, che ordinava l'esecuzione di un generale. 
Heraclius aggiunse 400 nomi al dispaccio e dirottò il messaggero, provocando la ribellione di coloro che erano sulla lista.
L'imperatore mantenne una scuderia di pretendenti per quasi ogni trono straniero; questi potevano essere finanziati e rilasciati per provocare disordini se la loro patria minacciava di attaccare.